# 章泽天
章泽天（1993年11月18日—），女，江苏南京人，中国企业家、投资人、京东公益基金会荣誉理事长、京东时尚品牌拓展顾问。
2009年，章因一张手持奶茶的学生时期照片在网络走红，被昵称为「奶茶妹妹」。2011年通过「外国语学校推荐」保送入读清华大学。2015年10月1日，章泽天与刘强东在澳大利亚举行婚礼。

## 早年与教育

### 早年
1993年11月18日，章泽天出生于江苏南京。据报道，其父为章丽厚，会斯通投资集团总裁，高级工程师，江苏省舞台美术协会副会长，江苏省电声协会理事，江苏省企业家协会常务理事；历任南京分析仪器厂技术科科长，南京市公安局八处科长。其母姓徐，为药剂师。章泽天的父母在其幼年时离异。

### 基础教育
1999年9月，章泽天入读南京市游府西街小学。
2005年9月，章泽天入读南京外国语学校。
2008年9月，章泽天升入南京外国语学校高中部。在高一时，她参加了学校健美操社团，进行了“一年的相对专业的竞技健美操训练”。
2009年9月，章泽天升入高二。在此期间，章担任过健美操队队长，参加全国范围内的健美操比赛，据称获得团体亚军。2009年12月，章泽天手持一杯奶茶的照片被传上猫扑网，走红网络。2010年4月，章泽天刚高二下学期开始不久，清华大学招生组赴南京开招生宣讲会，在南外同有意就读清华的高二学生见面。章参与活动，但表现并不突出。唯其“健美操”特长，章在访谈中自陈：“除了学习以外，又有这么一个特长，能给保送清华加点儿印象分。”

### 大学录取
2010年9月，章泽天的高三上学期开始。11月27日，教育部高校学生司下发《2011年普通高校招收保送生通知》，开始安排2011年保送生事宜。12月28日，江苏省教育考试院下发《关于做好江苏省2011年普通高校招收保送生工作的通知》，开始江苏省保送生招收工作。在此期间，章便经由「外国语学校推荐」渠道，成为「外国语中学优秀学生」，获得清华大学外国语言文学类专业保送资格。
12月30日晚，在省考试院通知下发保送工作开始通知的两天后，章泽天即得到通知，已被清华大学录取，无须参加高考，6月高中毕业后即可入读清华大学。同期南外被清华大学保送录取的还有18人。
据江苏省教育考试院公示，章泽天的拟录取专业为「英语」。不过，其入读专业并非“英语”。早在1月接受采访时，章已称“自己是很想读新闻系的，不过最终还是要看清华方面的决定，我还报了人文、社科等几个文科类专业。”清华大学江苏招生组组长周明胜在接受记者采访时也称，“哦，‘奶茶MM’啊，是被清华提前锁定了。”周向记者证实，章的确被清华大学认定为文科保送生，不过录取的专业并非传闻中的新闻系，而是人文科学实验班。由于上述差异，关于章天泽保送存在着广泛争议。

### 高等教育
2011年8月17日，章泽天到清华大学报道，成为人文科学实验班的大一新生。
2011年间，章泽天还担任过全国啦啦操联赛北京站队员 、青奧會宣傳大使等职，在青奧數碼短片大賽官方微電影《我是你的主角》演出。
2013年8月，章泽天参加纽约巴纳德学院的交换项目，原计划为1年，后改为6个月。巴纳德学院在1900年成为哥伦比亚大学的一所附属学校，与哥大关系复杂。该校名义上是哥大的附属学院，实际上具有法律和财务上的完全独立性。不过，巴纳德和哥大的教育资源是相互交换的，巴纳德学院的学生可以申请哥大的课程，也可以参加由哥大学术、社会、体育以及课外活动。根据哥大校刊《哥伦比亚观察者报》的报道，哥大学生和巴纳德学生们的关系尚可。但也有消息指出，哥大学生对其印象不佳。
章泽天在美期间热衷社交、跳舞活动。2013年9月赴美不久，章泽天参加了清华大学校友会“迎新”聚会。11月，《环球时报》记者观察到其穿着“海绵宝宝”服装参加了万圣节联谊会。翌年1月24日，章泽天在微博中称“换了新舞鞋，这学期选了五门舞蹈课，每天跳舞就是最享受最快乐的时刻”。1月26日晚，章主持了大华盛顿地区“留学生春晚”。2月2日，章泽天再度主持了哥伦比亚大学中国学生学者联谊会主办的“哥大春晚”。消息亦指，章泽天“来了纽约之后就外事多多，参加了不少夜店活动”，“在美国期间，奶茶妹妹经常出入于哥大的摄影圈，结识不少朋友，其中包括刘强东”。

## 婚恋家庭
赴美第一学期，章泽天已经和京东商城CEO刘强东建立了关系。
2014年1月23日，章泽天微博发转发京东广告，并评论到：“上学期有幸和到哥大学习的CEO东哥交流过。善良谦和，沉稳执着，热爱生活。相信leader的精神就是这团队的精神”。遭转发广告质疑后，章在微博中回应：“这年头，把自己觉得有意思的东西分享给大家就变成做广告了……我绝不会因为利益而乱发微博糊弄观众，更不会怕被误会而藏着有意义的东西不敢发，一路走来不都是这样的嘛，只做让自己关心和关心自己的人开心的事。”
2014年1月24日，微博账号名“经常间接性思考的猫”的网友指：“偶尔上一下华人网看看大洋彼岸生活有啥好玩的八卦，今天看到两个：1. 刘强东在哥伦比亚游学期间和奶茶妹妹谈恋爱了。2. 苹果6要出大屏了。”
2014年2月24日，百度贴吧中进一步曝光了刘强东、章泽天与好友的合影。
2014年3月10日，金八文化传媒(北京)有限公司运营的微博账号“金融八卦女”指称：“1974年生的京东掌门人刘强东和1993年生的清纯‘奶茶妹妹’章泽天在一起了！90后都已经占据这帮70后了，80后还没结婚的真是罪孽”，引发讨论。
2014年3月11日，章泽天在微博上否认上述消息，称：“都是人才！~勤劳勇敢踏实肯干极富创造力和想像力的伟大中国人民！给大家跪了……合上电脑，戴上耳机，过自己的生活，为自己的生活添上美丽的风景才是有意义。” 刘强东公司微博则辩称，刘章只是校友关系。刘亦在其微信朋友圈进行否认，声称其为阿里系的舆论战策略。
2014年4月6日，微博账号“金融八卦女”发布了章刘在纽约牵手、拥抱、自拍的图像，并称“有图有真相！奶茶妹妹章泽天与刘强东美国街头亲密相拥看表演。再一次证明：八卦不是目的，而是接近真相的一种手段。 ”4月7日，刘强东在微博上承认了与章泽天的关系。
2014年5月21日，京东IPO前夕，微博名为“孙思远”的网友爆称，“强东哥和奶茶妹明天要在纳斯达克做一件惊天动地的事情，提前先祝福了”，后吸引了舆论注意，不过当天章并未现身。
2015年1月初，在京东元旦促销期间，无端出现了刘强东和章泽天分手，支付3000万元分手费的消息，后被官方澄清。这一时间点也被网友戏称为“凑巧”。

### 结婚与婚后
2015年8月8日下午，京东高级副总裁徐雷在微博中晒出京东CEO与章泽天的结婚证，证实两人已领证结婚。
2015年7月10日，国内在线教育平台“作业盒子”宣布获得1000万美元A轮融资，由好未来领投，刘强东、章泽天、天使投资方“联想之星”跟投。
2016年3月18日，刘强东和章泽天二人在香港生下了一个女儿。
2016年10月17日，章泽天作为联合国世界粮食计划署与中国儿童少年基金会联合发起“生命最初一千天“公益项目的志愿者。在10月17、18日，章泽天和世界粮食计划署的工作人员一同前往重庆市潼南县和重庆市涪陵区，探访当地贫困儿童；章泽天作为新晋母亲和当地的家长们交流了育儿经验。
2017年2月28日，章泽天化身教育使者促成南京外国语学校仙林分校落户宿迁市；她出席签约仪式并发言，全力助力当地基础教育。
2017年4月，章泽天举办盛大时尚晚宴。从现场照片看，该晚会几乎请来美国半个时尚圈，随后章泽天晒出与整个时尚界最受尊敬的时尚人物Iris Apfel的合照。Iris Apfel在2013年曾被英国《卫报》列为全球50位50岁以上最佳衣着者之一。
2017年6月2日，刘强东与章泽天向中国人民大学捐款3亿，章泽天参与京东集团与中国人民大学的战略合作协议及捐赠协议的签约仪式。
2017年11月16日，2017财新峰会“女性领袖论坛”在北京举行，京东公益基金会荣誉理事长章泽天获得由财新传媒颁发的“年度创新力女性”奖。
2018年1月10日，京东公益基金会荣誉理事长章泽天代表京东集团与联合国开发计划署在京签订谅解备忘录。双方将在联合国可持续发展目标框架下，与京东供应链上下游合作伙伴携手共建“可持续物资循环再生平台”。
2018年4月28日，清华大学107周年校庆，京东集团董事局主席兼首席执行官刘强东与夫人章泽天宣布向清华大学捐赠2亿元人民币，用于支持清华大学苏世民书院、清华大学学生全球胜任力发展指导中心，以及清华大学量子计算、AI研究、供应链和物流等项目的建设和发展。
2019年9月6日，章泽天晒出巴黎政治学院的照片，并配文：“拿到了offer，但是最后没去的学校……依然是我最喜爱的学校，有机会一定会去学习的。”上月中旬，有网友爆料称看到了章泽天在剑桥大学的学生证，疑似章泽天赴剑桥大学读书深造。随后奶茶妹妹章泽天突然连着关注了三个剑桥大学相关账号。